# Gazeta Studencka (miesięcznik ogólnopolski)
Gazeta Studencka – bezpłatny miesięcznik społeczno-kulturalny skierowany do środowiska akademickiego. Ma formę magazynu łączącego praktyczne porady dotyczące studiowania i pierwszych doświadczeń w pracy z tekstami dotyczącymi popkultury, trendów, mody.

## Dystrybucja
Gazeta dystrybuowana jest we wszystkich największych ośrodkach akademickich w kraju – m.in. w Warszawie, Krakowie, Łodzi, Wrocławiu, Lublinie, Trójmieście, Katowicach, Rzeszowie, Szczecinie, Olsztynie, Suwałkach, Białymstoku, Kielcach, Opolu, Częstochowie. Pismo dociera na uczelnie państwowe i prywatne oraz do akademików, klubów studenckich i bibliotek, a także na imprezy, nad którymi Studencka obejmuje patronat mediowy.

## Kalendarium
- 27 września 1996 ukazał się pierwszy numer „Gazety Studenckiej” w formacie A3, kolor czarno-biały, nakład 16 500 egzemplarzy
- marzec 1998 – został wprowadzony na rynek stały dodatek „Gazeta dla Maturzystów” w formacie A3, czarno-biały, nakład 42 500 egzemplarzy
- listopad 1998 – pojawił się pierwszy numer „Gazety Studenckiej” wydany w kolorze, nakład 36 000 egzemplarzy
- wrzesień 2003 – zmianie uległo logo „Gazety Studenckiej”
- styczeń 2005 – zmiana formatu na magazynowy A4, zwiększenie nakładu do 105 000 egzemplarzy.
- wrzesień 2007 – gazeta zmieniła szatę graficzną
- kwiecień 2008 – „Gazetę Studencką” przejęło wydawnictwo BDB Media, które od tej pory jest wydawcą miesięcznika
- sierpień 2009 – redaktorem naczelnym został Mariusz Drozdowski, dotychczasowy sekretarz redakcji
- wrzesień 2009 – planowane uruchomienie nowego serwisu pod adresem studencka.pl